# Siebenpunktierter Halsbock
Der Siebenpunktierte Halsbock (Stenurella septempunctata) ist ein zierlicher Käfer aus der Familie der Bockkäfer. Er gehört zu den Blütenböcken und erreicht eine Länge von acht bis zwölf Millimeter.
Die Art wird in der Roten Liste gefährdeter Arten Deutschlands und im Land Bayern unter der Kategorie 1 (vom Aussterben bedroht) geführt.

## Bemerkungen zum Namen
Die Art wurde 1792 von Fabricius unter dem Namen Leptura septempunctata erstmals beschrieben mit den Worten: Nigra thorace testaceo: puncto nigro, coleoptris testaceis: punctis septem (lat. schwarz, Brust ziegelfarben mit schwarzem Punkt, Flügeldecken ziegelfarben mit sieben Punkten). So erklärt sich der Artname "septempunctata" (von lat. séptem, sieben und punctātus punktiert) und den Teil Siebenpunktig des deutschen Namens. Die Art wurde später in die Gattung Strangalia gestellt. Bei der Aufspaltung von Strangalia wurde septempunctata der neuen Gattung Stenurella zugeteilt.  Der Gattungsname Stenurella bedeutet kleine Stenura, wobei der Gattungsname Stenura  (von altgr. στενός stenós, eng, schmal und ουρά ourá, Schwanz) auf das schmale Körperende hinweist.
In Europa ist die Gattung Stenurella mit neun Arten vertreten, weltweit mit zwölf Arten.

## Merkmale des Käfers

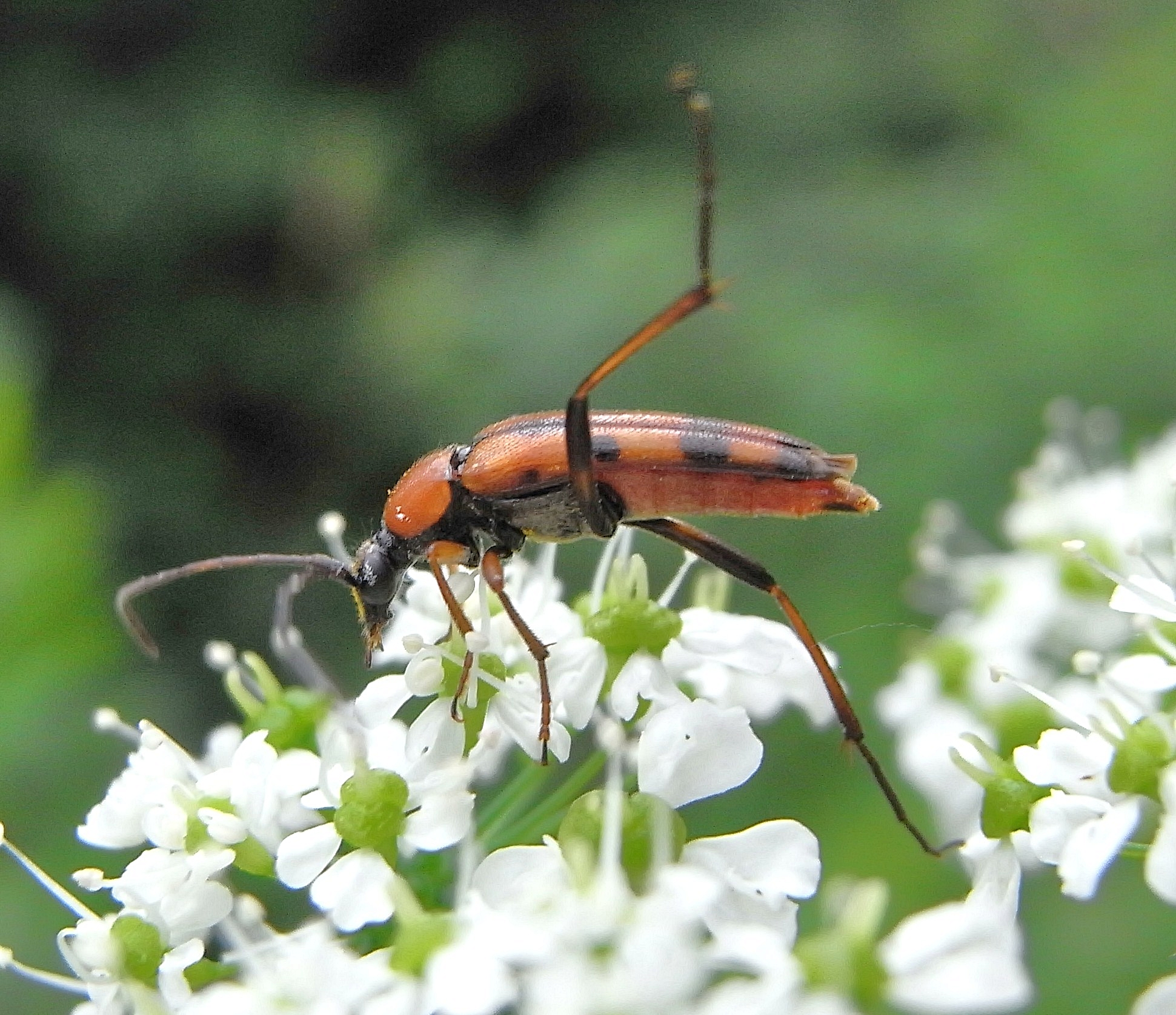
Bild 1: Seitenansicht, das eine Hinterbein ist zur Abwehr hochgestellt

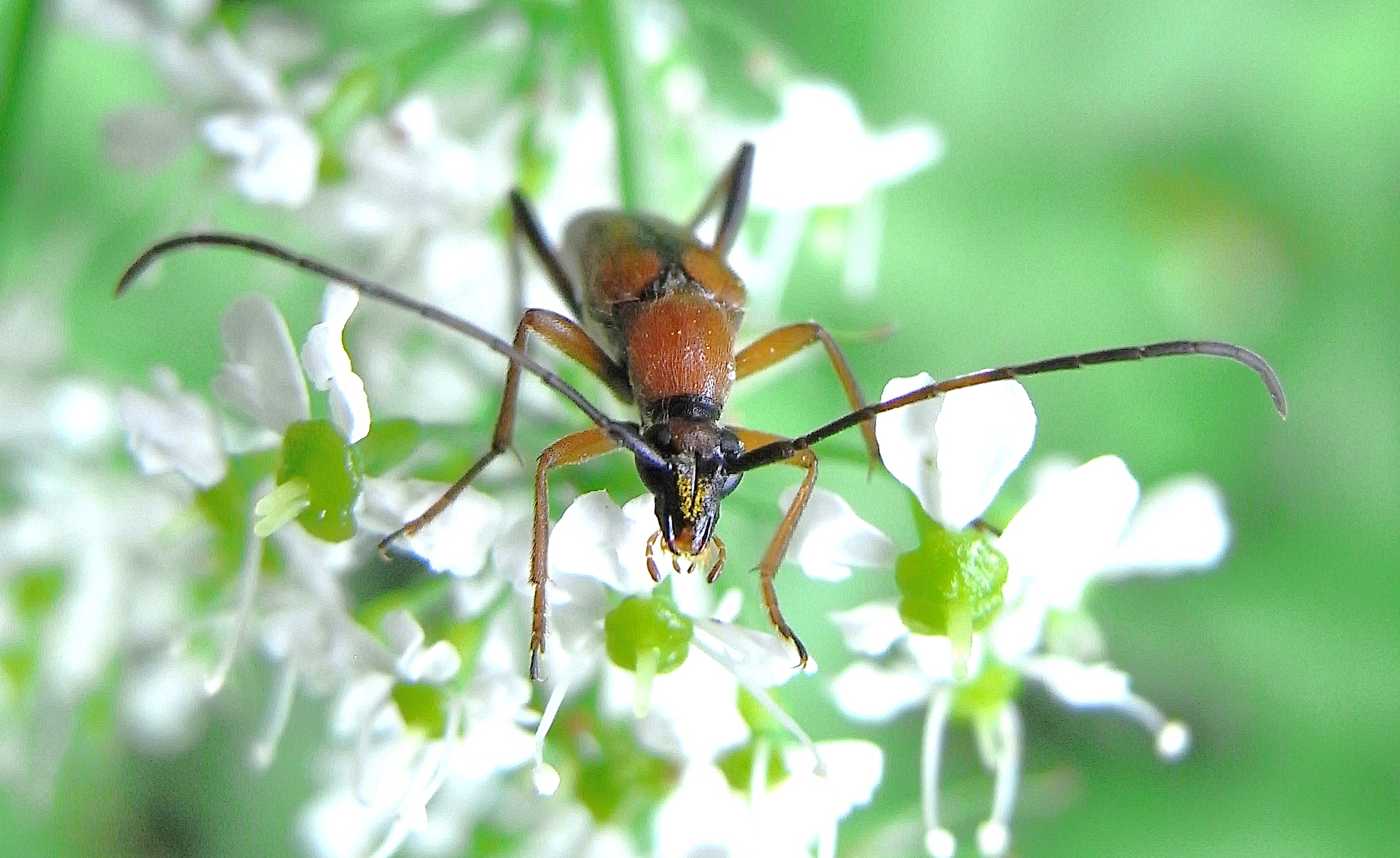
Bild 2: Vorderansicht

Der Körper ist leicht gekrümmt (Bild 1), schmal, und nach hinten spitz zulaufend. Die Färbung ist variabel. Der Halsschild ist schwarz oder rot, die Flügeldecken bräunlich mit dunklen Flecken. Der Hinterleib ist zumindest teilweise rot. Die Beine und meist auch die Fühler sind rot.
Der Kopf ist wie der Halsschild fein behaart. Die Mundwerkzeuge zeigen nach vorn. Die Wangen (Raum zwischen Augen und Mandibelbasis) sind deutlich ausgebildet. Auch der Abstand der Augen zum Hinterrand des Kopfes ist groß. Die ovalen großen Augen sind kaum ausgeschnitten. Die Fühler sind fadenförmig, beim Männchen etwa körperlang, beim Weibchen kürzer. Der Fühleransatz liegt zwischen den Augen. Das dritte und vierte Fühlerglied sind zusammen länger als das fünfte. Die letzten fünf Fühlerglieder sind auf der Außenseite nicht grubig vertieft. Die Stirn zeigt eine deutliche Längslinie (In Bild 2 bei Vergrößerung gut erkennbar).
Der Halsschild ist glockenförmig, deutlich länger als an der Basis breit, die Hinterwinkel sind in eine Spitze ausgezogen.
Die Flügeldecken sind nach hinten zugespitzt. Im typischen Fall sind sie gelbbraun bis rostrot und zeigen 7 dunklere Flecken, die teilweise auch zu über die beiden Flügeldecken verlaufende Binden verschmelzen können. Der vorderste Fleck liegt auf der Flügeldeckennaht hinter dem Schildchen, es folgen je ein kleiner Fleck seitlich. Die beiden folgenden Flecken können zu einer Binde verschmelzen. Schließlich sind noch die abgeschnittenen Spitzen der Flügeldecken dunkel.
Die Beine enden in Tarsen mit scheinbar nur vier Gliedern, da das vierte Glied im Ausschnitt des dritten, gelappten Gliedes nur mit Mühe erkennbar ist. Die beiden ersten Tarsenglieder sind unterseits gleichmäßig behaart und ohne glatte Furche. Das erste Glied der Hintertarsen ist deutlich länger als die übrigen Tarsenglieder zusammen. Die Vorderhüften sind kegelförmig.

## Biologie
Die Art ist wärmeliebend. Die Larve des Siebenpunktierten Halsbockes entwickelt sich im morschen Holz der Hasel, vermutlich auch in anderen Laubhölzern. Die Käfer erscheinen im Juni, Juli. Sie sind an den Brutbäumen oder auf Blüten (Umbelliferae, Achillea, Rubus und andere) zu finden, deren Pollen sie verzehren.

## Verbreitung
Das Verbreitungszentrum der pontisch-ostmediterranen Art liegt in Südosteuropa, von wo aus der Käfer bis nach Süd- und Südostdeutschland bzw. bis nach Italien vordringt.